# حلال بي
حلال بي هي فنانة دراغ كندية وناشطة مثلية الجنس ذو أصول مصرية، وُلدتْ في مصر، وتنتمي إلى أصول مصرية وفلسطينية. ترعرعت في أسرة مُسلمة في الكويت، ثم انتقلت إلى كندا عندما بلغت الثامنة عشرة من عمرها. وهي مُقيمة في تورنتو، أونتاريو وقد شاركت في الموسم الثالث من برنامج دراغ ريس الكنديّ. 

## الحياة المهنية
نالت حلال بي شهرتها في تورنتو، فلقد تم اختيارها كأفضل فنانة دراغ في المدينة من قبل مجلة NOW في عام 2020.
وشاركت في الموسم الثالث من برنامج Drag Race الكندي، لتصبح أول فنانة من شمال إفريقيا في هذا الإطار.  كانت حلال بي أيضًا أول متسابقة تمتلك شارب، حيث وصفها Screen Rant بأنها "[وسعت] مفهوم ما يعنيه أن تكون فنانة دراغ وكيف يجب أن تبدو الملكات الدراغ لتكون مقبولة".  وقد أشاد توبين نج من Broadview بحلال بي على وسائل التواصل الاجتماعي لدورها في "تقديم تمثيل للمسلمين والشرق الأوسط في العرض"،  كما كتب ميشيل كوك من مجلة Instinct أن بي، "لم تساعد فقط في تحطيم الصور النمطية حول ما هو الشخص المسلم المثلي، بل أنها أيضًا أول شخص من شمال إفريقيا يشارك في مسابقة Drag Race." 
وصفت قناة سي بي سي نيوز بي بأنها "ملكة ناشطة عربية مسلمة".  وتركز حلال بي في مسيرتها على العمل الاجتماعي وتعزيز المجتمع،  حيث قالت: "بالنسبة لي، يُستخدم الدراج كأداة سياسية، وكوسيلة للتعبير عن ممارستي الفنية، وبناء المجتمع." 

## الحياة الشخصية
ترعرعت حلال بي في الكويت، نشأت ودرست في المدرسة الأمريكية، وشعرت في صراع ثقافي. حيث تقول:" بدأت اكتسب فكرة غربية عن معنى أن تكون إنسانًا ومعنى أن تتقبل ذاتك، لكنني أعيش في ثقافة لا استطيعُ فيها فعل أيّ من ذلك. أشعر بالاستياء من ثقافتي".
انتقلت حلال للعيش في كندا، تورنتو في الثامنة عشر من عمرها، واستقرت في مونتريال حيثُ وجدت حريةً جديدةً وتحديات جديدة. تقول: "كانت تلك أول مرة أختبر فيها معنى أن تكون شخصًا حرًا مثليًا، معنى أن تكون لديك آراء منفتحة وتقدمية دون أن تُكبت، ولكن مع اندماجي في الثقافة الغربية واندماجي فيها، بدأت أُدرك جميع الثغرات التي كانت موجودة هنا أيضًا من حيث التحيز تجاه من يشبهونني ويؤمنون بما أؤمن به". "من الواضح أن العنصرية والقمع المصاحبان للثقافة الغربية الاستعمارية".
وتستخدم حلال بي الضمائر هي / لها في ملابس النساء، بينما يستخدم الضمير هو / هم خارجها.  وتعد بي كما ذكرت صحيفة العربي الجديد، بأنها من أبرز الداعمين للقضية الفلسطينية. 